# Norma Percy

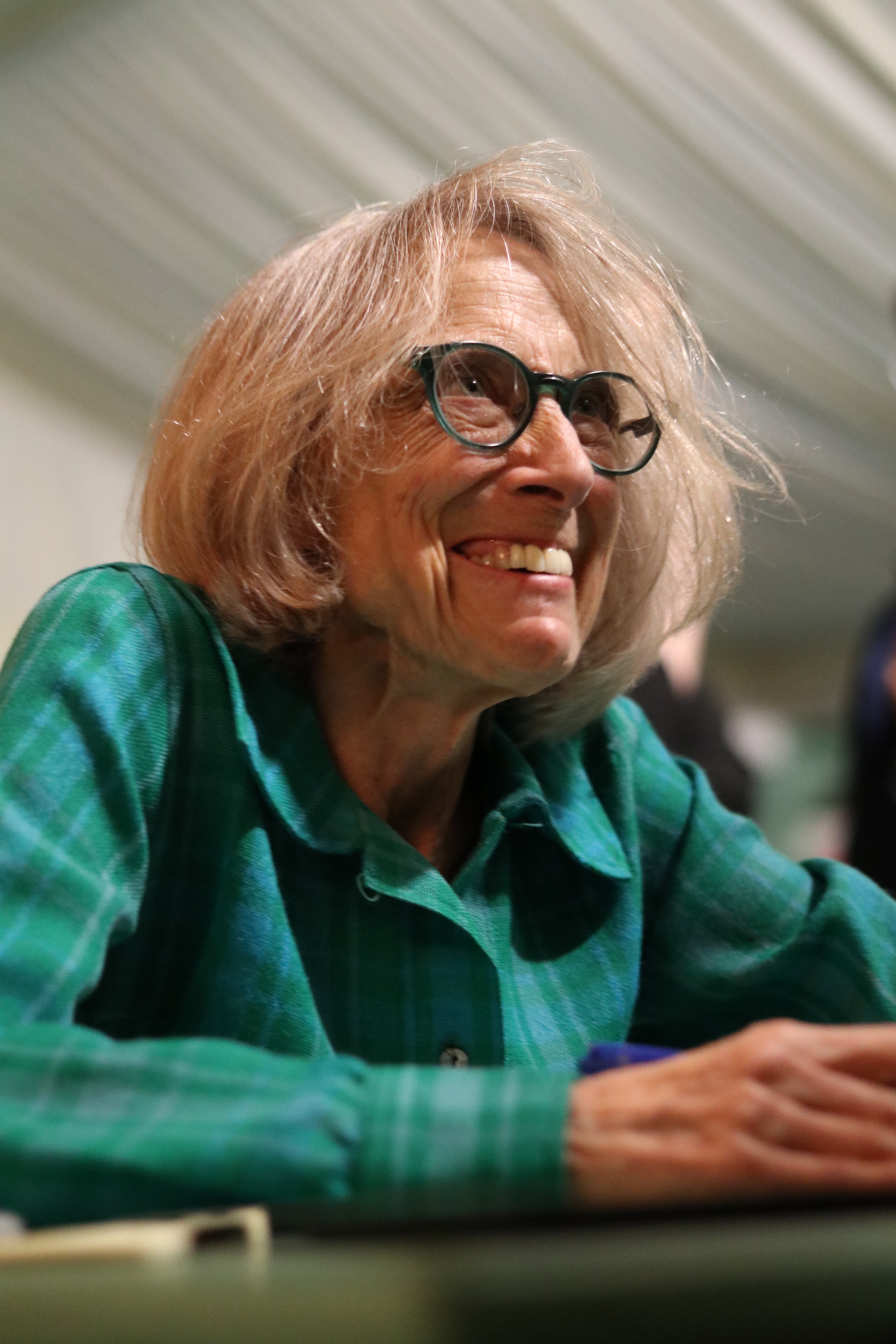
Norma Percy auf dem 2016 Hay Festival

Norma Percy ist eine amerikanische Dokumentarfilmerin und Produzentin. Die Dokumentarfilme, die sie in Zusammenarbeit mit Brian Lapping produziert hat, haben Krisen des 20. Jahrhunderts behandelt. Im Jahr 2010 wurde sie mit dem Orwell Prize Special Prize for Lifetime Achievement ausgezeichnet.

## Leben und Wirken
Percy wurde in New York City geboren und wuchs dort auf. Sie studierte Politik am Oberlin College in Ohio und absolvierte später einen Masterstudiengang an der London School of Economics. Danach wurde sie wissenschaftliche Mitarbeiterin im Unterhaus, wo sie sechs Jahre lang tätig war. In dieser Zeit arbeitete sie für den Abgeordneten John Mackintosh, der sie dem Granada Television-Produzenten Brian Lapping empfahl. Norma Percy ist seit 2004 mit dem Genetiker Steve Jones verheiratet; das Paar lebt seit 1977 zusammen.
Percy produzierte die Granada-Serie End of Empire (1985), die die Auswirkungen des Endes des britischen Empire in verschiedenen ehemaligen Kolonien untersuchte, und arbeitete mit Lapping 1987 an der Drama-Dokumentation Breakthrough at Reykjavik, einer Rekonstruktion des Reykjavíker Gipfels zwischen Ronald Reagan und Michail Gorbatschow im Jahr 1986.
Nach fünfzehn Jahren bei Granada trat Percy 1988 der neu gegründeten Produktionsfirma Brian Lapping Associates bei. Als diese Firma später 1997 mit Brook Associates fusionierte, war sie Gründungsdirektorin der neuen Firma Brook Lapping.
Die von Percy produzierte Dokumentarserie Watergate wurde 1994 auf der BBC und dem Discovery Channel ausgestrahlt. Die von Daniel Schorr gesprochene und von Mick Gold inszenierte fünfteilige Serie zeichnete die Watergate-Affäre nach und enthielt exklusive Interviews mit vielen der Hauptbeteiligten an den Ereignissen, darunter H. R. Haldeman, John Ehrlichman, John Dean und G. Gordon Liddy sowie dem ehemaligen Präsidenten Gerald Ford. Die Serie wurde mit einem Emmy Award ausgezeichnet.
Bruderkrieg – Der Kampf um Titos Erbe (1995), mit Lapping als Koproduzent, behandelte die Ereignisse, die zum Zusammenbruch des ehemaligen Jugoslawiens führten, und die Folgen davon. Die Serie enthielt wieder Interviews mit vielen der wichtigsten Beteiligten, darunter Slobodan Milošević und Radovan Karadžić. Die Serie gewann einen BAFTA Award als beste Tatsachenserie für 1995. Der Balkan wurde 2001 in der Serie The Fall of Milošević wieder aufgegriffen, die sich mit dem Sturz des serbischen Führers beschäftigte.

## Auszeichnungen
Percy wurde zusammen mit Brian Lapping bei den BAFTA Awards 2002 mit dem Alan Clarke Award (für herausragende Beiträge zum Fernsehen) ausgezeichnet.
Percy wurde 1999 zum Fellow der Royal Television Society ernannt und erhielt von dieser Gesellschaft bei den RTS Awards 2010 den Judges Prize. Bei den Grierson Awards 2009 gewann sie zusammen mit Kollegen der Produktionsfirma Brook Lapping den Preis für die beste Dokumentarserie für Iran and the West; Percy erhielt außerdem den Trustee's Prize des Grierson Trusts für ihre Beiträge zum Dokumentarfilm in den vergangenen 30 Jahren.  Bei der Verleihung des Orwell Prize 2010 wurde ihr der Special Prize for Lifetime Achievement verliehen.
2009 schrieb The Guardian über Percy: "Ihre Dokumentarfilme zeichnen sich durch ihre Ernsthaftigkeit aus, aber vor allem durch die außergewöhnliche Bandbreite an Menschen, die sich bereit erklären, in ihnen aufzutreten. Diese Programme hängen nicht von einer einzigen prominenten Autobiografie oder einer Handvoll journalistischer Talking Heads ab; sie befragen die Akteure von allen Seiten mit einem Respekt für die Komplexität, der Konzentration erfordert".

## Filmografie
- 1985: End of Empire
- 1989: Countdown to War
- 1992: Timewatch
- 1994: Watergate
- 1995: Bruderkrieg – Der Kampf um Titos Erbe
- 2001: The American Experience – Nixon’s China Game episode producer
- 2001: The Fall of Milošević
- 2001: Endgame in Ireland
- 2005: Israel and the Arabs: Elusive Peace
- 2009: Iran and the West
- 2012: Putin, Russia and the West
- 2013: The Iraq War
- 2016: Inside Obama’s White House
- 2019: Inside Europe: Ten Years of Turmoil (Das Europa-Drama – Hinter den Kulissen der Macht)
- 2021: Trump Takes on the World
- 2023: Wer ist Wladimir Putin? (Putin vs the West)
- 2024: Putins Krieg (La guerre de Poutine)